# アナア環礁
アナア環礁（アナアかんしょう、アナー環礁、Anaa）は、フランス領ポリネシアのトゥアモトゥ諸島に位置する環礁である。
諸島の北西部に位置し、タヒチからは東に350kmの距離にある。長さ29.5km、幅6.5kmの楕円型の形状をしており、陸地面積は38km2、人口は504人である。11の小島からなり、土壌は不毛であるが他のトゥアモットゥ諸島と比較すれば深く肥沃な方である。 ラグーンは、浅い盆地状の海底面が3つ連なったような構造である。外海とラグーンは航行可能な接続口はないが、歩行可能な多くの小さな水路により海水の交換はなされている。

## 歴史

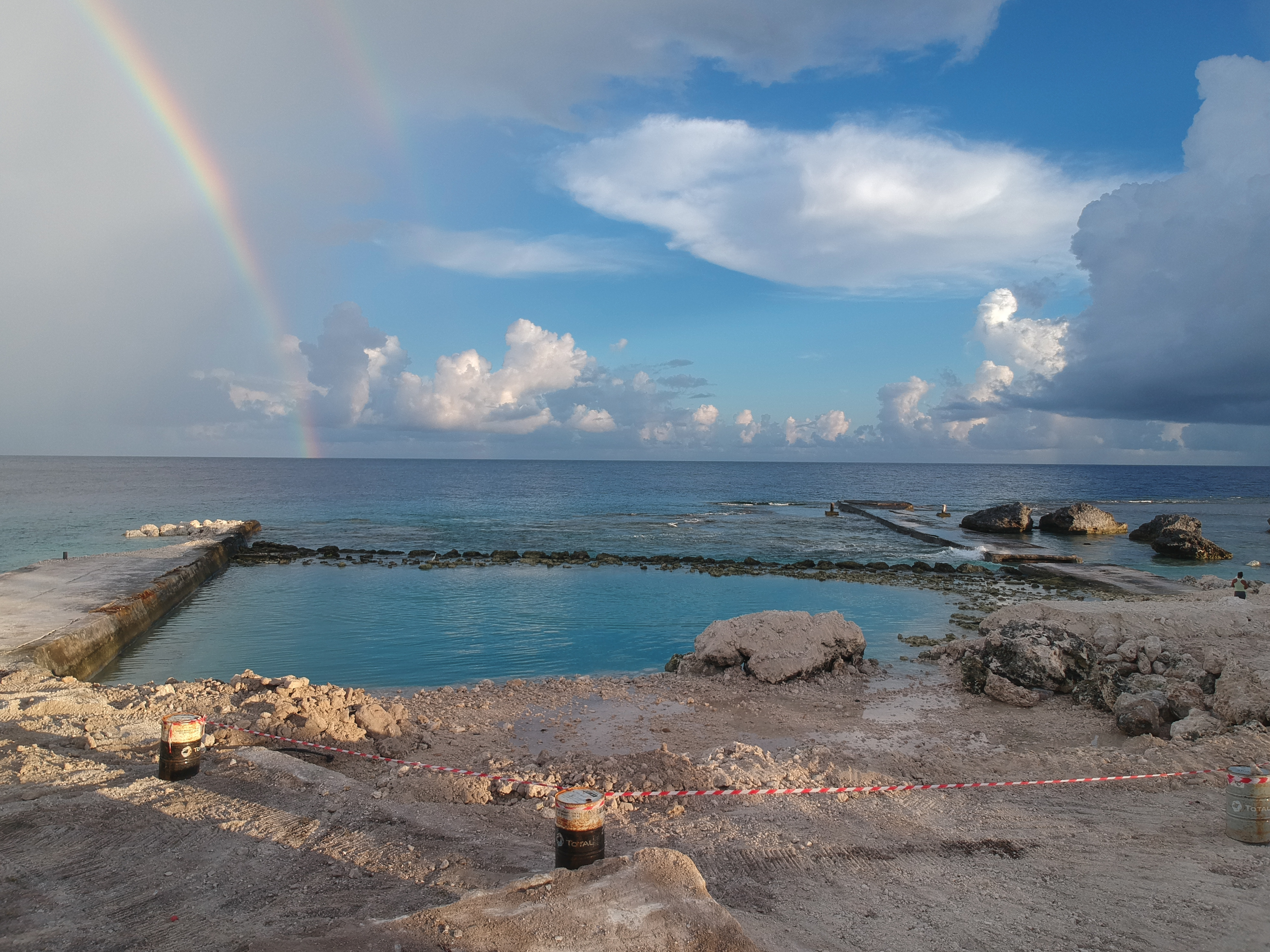
風景